# Падіння Кабула (2021)
Падіння Кабула, або падіння Афганістану — окупація столиці Афганістану Кабула бойовиками Талібану. Операція почалася 15 серпня 2021 року, коли таліби увійшли до міста, за кілька годин після того, як президент Ашраф Гані втік із країни. Їхнє просування почалося з потужного нападу з околиць та загалом у місті, потім призупинилося, коли делегація Талібану та решток афганських чиновників відновили переговори, які ініціювали повне захоплення влади талібами.
Хоча переговори тривали напружено, Талібан спершу вимагав мирної передачі влади, і уряд Афганістану заявив про свою готовність мирно здати Кабул. Уряд просив передати владу перехідному уряду, тоді як Талібан заявив, що бажає повної передачі влади.
Взяттям Кабула закінчився наступ Талібану, який почався після повного виводу військ НАТО з Афганістану напередодні.

## Довідка
Талібан і союзні збройні угруповання почали широкий наступ на Афганістан 1 травня 2021 року, одночасно з виведенням більшості американських військ з Афганістану. Після швидкої поразки по всій країні, Національна армія Афганістану перебувала в хаосі, і до середини серпня залишилися в дії лише дві військові частини: 201-й корпус і 111-а дивізія,які обидва базувались у Кабулі. Сама столиця була залишена в оточенні після того, як таліби захопили Мехтарлам, Шаран, Гардез, Асадабад і інші міста, а також райони на сході. У дні облоги прогноз становища Кабула швидко погіршився. На початку серпня американські чиновники зробили прогноз, що Кабул може протриматися кілька місяців, але тиждень облоги приніс більш похмурні прогнози. За п'ять днів до того, як таліби прибули до Кабула, очікування погіршилися, і аналіз показав, що столиця протримається «від 30 до 90 днів», а протягом двох днів чиновники припускали, що місто паде протягом тижня.

## Перебіг подій
Після падіння Герату 12 серпня, уряди США та Британії оголосили про розміщення 3000 та 600 своїх військовослужбовців, відповідно, в аеропорту Кабула, щоб забезпечити авіаперевезення своїх громадян, співробітників посольства та цивільного населення Афганістану. Чиновники сказали, що перше розгортання відбудеться протягом найближчих 24-48 годин, і що воно буде завершено до кінця місяця.

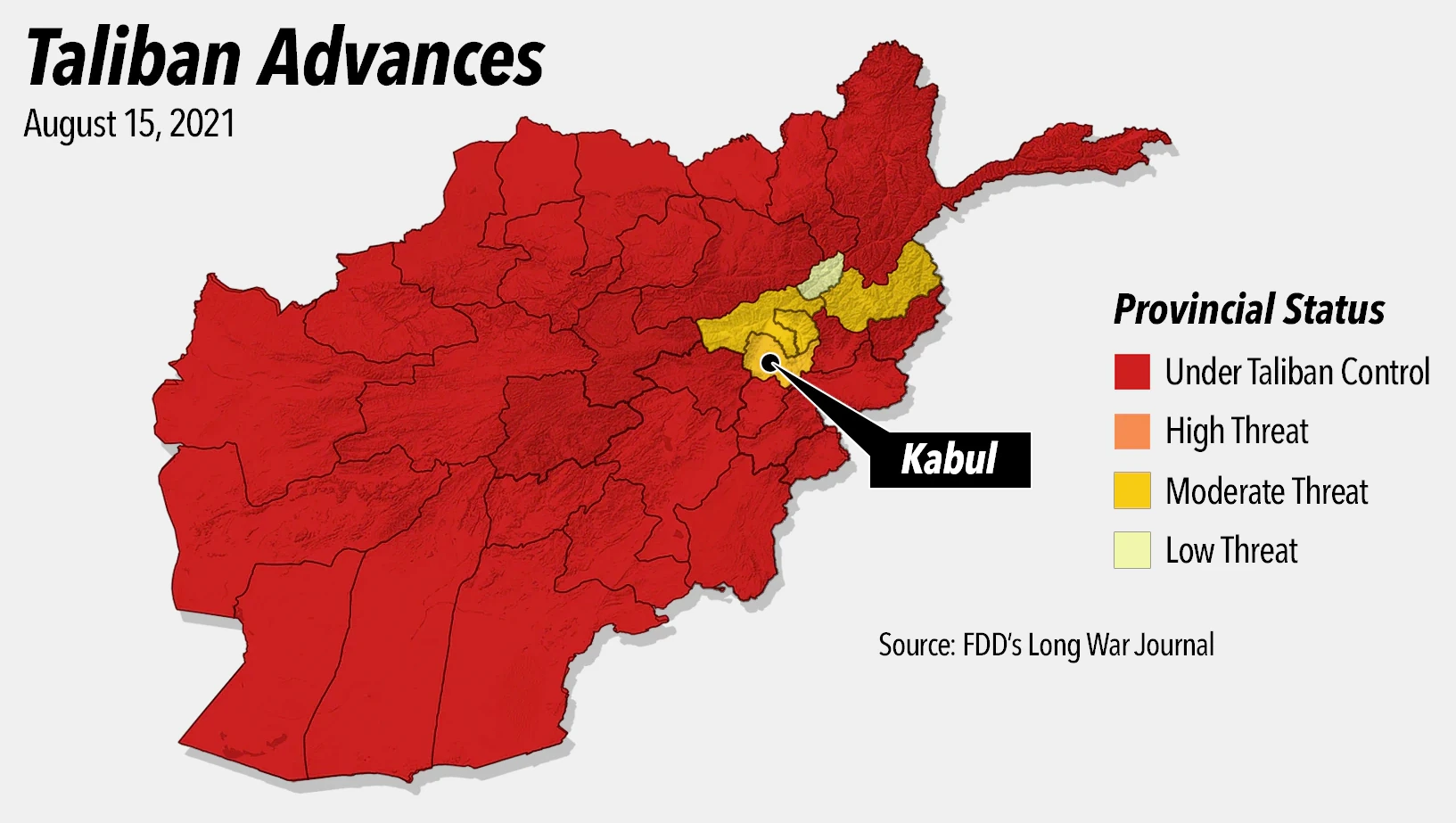
Контроль талібів над Афганістаном до падіння Кабула

15 серпня командування «Талібан» офіційно доручило своїм силам зупинити просування біля воріт Кабула, заявивши, що вони не захоплять місто силою, хоча таліби вийшли на його околиці. Місцеві жителі повідомили, що бойовики Талібану просуваються в міські райони поза офіційних заяв своїх лідерів. Після деяких сутичок, як повідомлялося, таліби захопили в'язницю Пул-е-Чархі та звільнили всіх в'язнів, включаючи полонених бойовиків ІДІЛ та Аль-Каїди. Бойовики «Талібану» підняли свій прапор у кількох районах міста і тиснули на частину поліції, щоб вона передала всю їх зброю. Аеродром Баграм та Паруанський слідчий ізолятор, у якому утримувалося 5000 ув'язнених, також потрапив у руки талібів.
На тлі нападу талібів на столицю, американці почали евакуацію своїх дипломатів з Кабула. Поширилася паніка серед мирного населення міста, і багато хто кинувся до своїх домівок або до аеропорту, який залишався під контролем уряду. Уряд Німеччини оголосив, що надсилає літаки з контингентом десантників для евакуації своїх людей. Уряд Німеччини також заявив, що буде вимагати необхідного затвердження парламентом після завершення місії через терміновість ситуації.Прем'єр-міністр Албанії Еді Рама оголосив, що його уряд прийняв американський запит служити транзитним вузлом для евакуйованих. Повідомлялося, що уряд Італії перевів співробітників свого посольства, а також сім'ї 30 афганських співробітників в аеропорт Кабула під охорону для підготовки до евакуації. Повідомлялося, що уряд Індії мав літаки Boeing C-17 Globemaster III, які були готові евакуювати дипломатичний персонал Індії, але вони передбачали, що талібам знадобиться більше часу, щоб захопити Кабул.
Міністерство внутрішніх справ Афганістану у своїй заяві заявило, що президент Афганістану Ашраф Гані вирішив відмовитися від влади і буде сформований тимчасовий уряд на чолі з талібами. Після цього бої затихли, хоча багато мирних жителів залишалися в страху і ховалися у своїх будинках. До 11:17 за центральноєвропейським часом повідомлялося, що дипломати «Талібану» прибули до президентського палацу, щоб їм передали владу.Хоча переговори були напруженими, уряд заявив про свою готовність мирно передати Кабул талібам, і закликав мирне населення зберігати спокій.
Пізніше того ж дня афганські та індійські новини стверджували, що Ашраф Гані покинув Афганістанразом з віцепрезидентом Амруллою Салехом, обидва вилетіли до Таджикистану. Гані пояснив втечу тим, що не хотів допустити кровопролиття. Президентський палац Кабула був евакуйований гелікоптерами. Тим часом заступник лідера «Талібану» Абдул Гані Барадар прибув до аеропорту Кабула для підготовки захоплення уряду.Державний секретар США Ентоні Блінкен оголосив, що посольство буде перенесено в аеропорт Кабула. Також інші країни оголосили про плани евакуації своїх посольств, включаючи Іспанію, Німеччину, Сполучене Королівство та Нідерланди.
О 20:55 за місцевим часом «Талібан» заявив, що вони захопили президентський палац, який президент Афганістану розпустив раніше цього дня. Приблизно о 21:12 за місцевим часом, Associated Press повідомила, що незабаром «Талібан» оголосить Ісламський Емірат Афганістан з президентського палацу, повернувшись до офіційної символіки уряду «Талібан» з 1996 по 2001 рік.
Бойовики на цей час не контролювали летовище міста, оскільки там перебували військові США, які проводили евакуацію дипломатів. У ніч проти 16 серпня таліби обстріляли летовище.
16 серпня таліби почали забирати зброю у місцевих жителів. Люди, що намагалися покинути країну, штурмували летовище Кабула, через що американські військові відкрили «попереджувальний вогонь», вбивши щонайменше п'ятьох осіб.
17 серпня вантажний літак ВС США вивіз із Кабула 640 біженців до бази Ель-Удейд у Катарі. Цей евакуаційний рейс наблизився до рекорду за кількістю людей, які коли-небудь літали на літаках Boeing. Станом на 18 серпня, з початку захоплення міста талібами, на летовищі Кабула загинуло щонайменше 40 людей.
20 серпня таліби оточили аеропорт Кабула, перешкоджаючи евакуації з Афганістану. Станом на 23 серпня, США евакуювали з Афганістану майже 30 тис. осіб. 26 серпня італійський літак, що прямував на авіабазу Аль-Салем в Кувейті, потрапив під обстріл в аеропорту Кабула під час зльоту. На борту були афганські біженці та італійські журналісти. В результаті ніхто не постраждав. Вогонь було відкрито з великокаліберного кулемета із найближчої до летовища височини, це була перша атака на літак із початку евакуації з Афганістану.

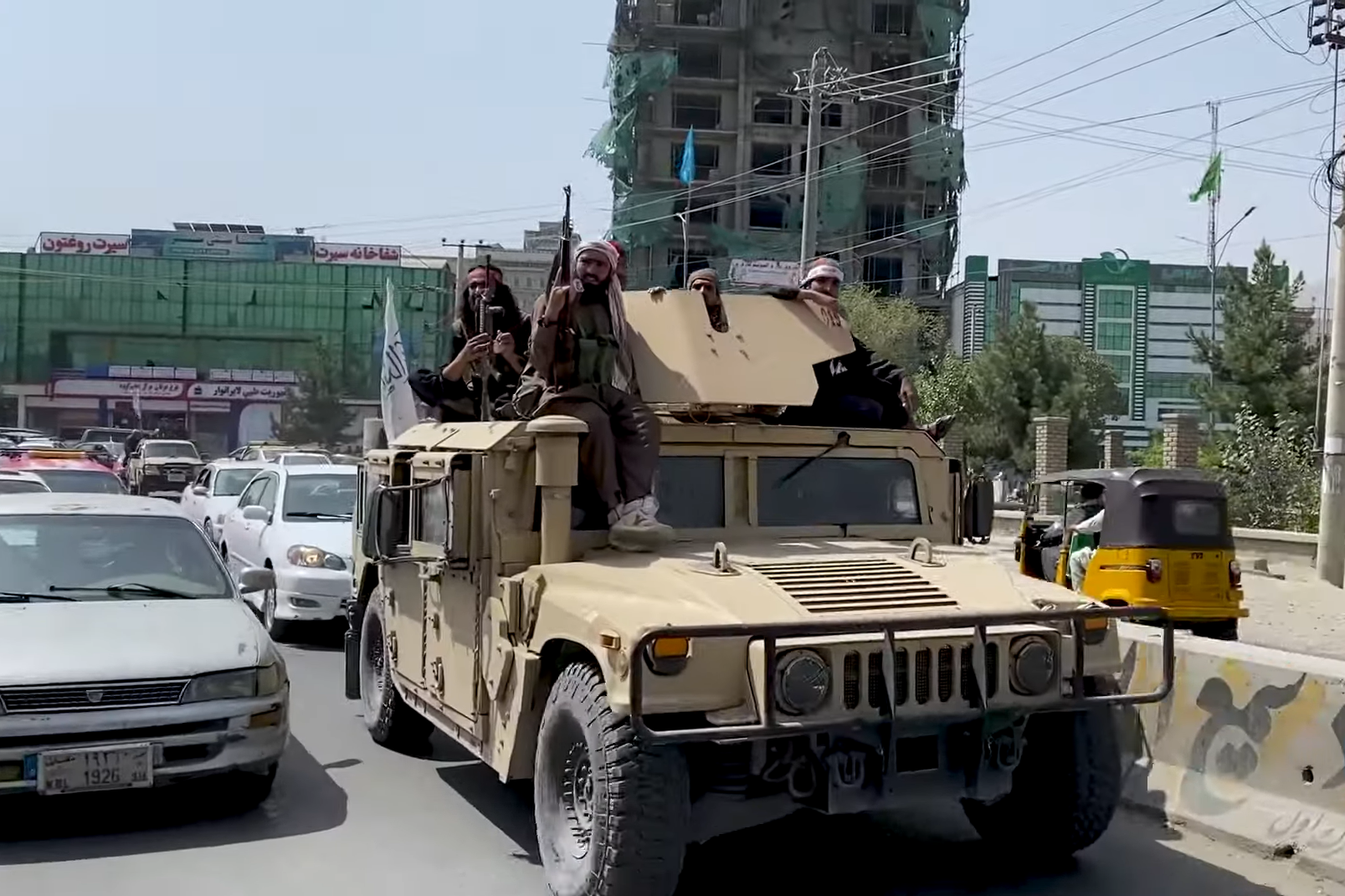
Патруль талібів на Хамві, 17 серпня 2021

29 серпня летовище Кабулу було атаковано ракетами, їх перехопила система ППО США, через що щонайменше одна ракети впала й вибухнула у житлових кварталах поблизу летовища. Також за допомогою безпілотника сил США було знищено вантажівку зі смертником. За даними військових США, вантажівка рухалася в бік летовища. За даними США, сталося два вибухи: від ракетного удару та через детонацію вибухівки в автомобілі. Жертвами вибуху авто стали 9 осіб, всі вони були членами однієї сім'ї.
Згодом евакуаційні рейси з Кабулу продовжилися, зокрема, 18 вересня звідти до Катару вилетів третій чартерний рейс із 170 пасажирами: громадянами Бельгії, Британії, Хорватії, Німеччини, Італії та США.

## Вплив на цивільне населення
Деякі місцеві жителі боялися відновлення правління талібів. Повідомлялося, що вулиці Кабула були заблоковані мешканцями, які поспішали до аеропорту, а деякі покинули свої автомобілі, щоб пробиратися пішки. Повідомлялося про великі черги за межами аеропорту та іноземних посольств, при цьому мешканці чекали в надії отримати візи або рейси за межі країни. Меншість жителів святкували повернення Талібану. Напередодні осені директор лабораторії політики Афганістану Тимор Шаран сказав RFERL, що «роблячи покупки в місті, я відчував, що люди застрягли у невизначеному майбутньому, не могли мріяти, прагнути, думати і вірити».
Після прибуття талібів, продажі парандж зросли вдвічі, і ціна однієї зросла з 200 AFS до 3000 AFS, через страх, що таліби знову введуть її носіння як обов'язкове для жінок, і будуть вбивати тих жінок, які відмовились їх носити. Мешканці також повідомили про значне зростання цін на продукти харчування. Повідомлялося, що значна кількість постачальників у Кабулі намагалися ліквідувати свої акції в надії зібрати достатньо грошей, щоб втекти з країни.

## Реакції
Папа Франциск оприлюднив заяву, в якій заявив, що поділяє «стурбованість ситуацією в Афганістані» і закликає молитися за мир.
Колишній президент Афганістану Хамід Карзай публічно наполягав на мирному переході влади, обіцяючи, що залишиться в Кабулі із своїми дочками. Голова Ради національного примирення Афганістану Абдулла Абдулла засудив втечу Гані з країни, заявивши, що «Колишній президент Афганістану покинув Афганістан, залишивши країну в цій складній ситуації. Бог повинен притягнути його до відповідальності». Бісмілла Хан Мохаммаді, колишній начальник штабу АНА та тимчасовий міністр оборони, написав: «Вони зв'язали нам руки ззаду і продали країну. Прокляніть Гані та його банду».

### Уряди
Голова Виборчого комітету британського парламенту з питань закордонних справ Том Тугендхат заявив, що падіння Кабула було дуже великою катастрофою у геополітиці. Прем'єр-міністр Борис Джонсон оголосив, що відкликає парламент для обговорення ситуації. Вдень 15 серпня британський кабінет міністрів провів екстрене засідання COBRA, після чого відбулася публічна заява Джонсона, де він заявив, що ситуація «надзвичайно складна» і що «ми давно знаємо, що все до цього йшло». Крім того, Джонсон заявив, що міжнародна спільнота не повинна визнавати уряд Талібану і що необхідно «запобігти тому, щоб Афганістан знову перетворився на розсадник тероризму». Уряд Франції оголосив, що 16 серпня він проведе екстрене засідання Ради оборони під головуванням президента Емманюеля Макрона для вирішення ситуації.
Уряд Канади оголосив, що припиняє діяльність свого посольства в Афганістані. Енн Лінде, міністр закордонних справ Швеції, заявила, що розпад афганського уряду «пройшов набагато швидше, ніж хтось очікував».Громадський мовник Sveriges Radio також повідомило, що посольство Швеції евакуює своїх співробітників. Міністр закордонних справ Австрії Олександр Шалленберг попередив, що «конфлікт та нестабільність у регіоні рано чи пізно перекинеться на Європу».
Уряд Словацької Республіки готується направити в Афганістан військовий спецназ з метою евакуації словацьких громадян, а також афганців, які співпрацюють із словацькою владою. Уряд разом із Міністерством закордонних справ СР та Міністерством оборони СР готові невідкладно реагувати на будь-які зміни щодо ситуації в Афганістані. Про це повідомили прем'єр-міністр Словаччини Едуард Геґер, голова словацької дипломатії Іван Корчок та міністр оборони Ярослав Гадь. Прем'єр заявив, що ситуація в Афганістані серйозна, і похвалив координацію діяльності міністерств.
Міністр закордонних справ Пакистану заявив про «стурбованість погіршенням ситуації в Афганістані», але сказав, що Пакистан не має наміру закривати своє посольство в Кабулі. Європейський союз висловив стурбованість на можливу міграційну кризу, хоча Маргарітіс Шинаси і президент США Джо Байден заявили, що триваюча присутність американських військ в Афганістані «ні на що б не вплинула», якщо афганська армія була не в змозі підтримувати контроль над країною.
Уряд Індонезії заявив, що стежить за ситуацією в Афганістані, і заявив про готовність евакуювати 15 індонезійців з Афганістану,якщо це буде потрібно. Посольство Індонезії в Кабулі збережеться.
Прем'єр-міністр Нової Зеландії Джасінда Ардерн заявила, що уряд посилив зусилля з евакуації майже 30 громадян Нової Зеландії з Кабула, враховуючи, що комерційні рейси більше не доступні.

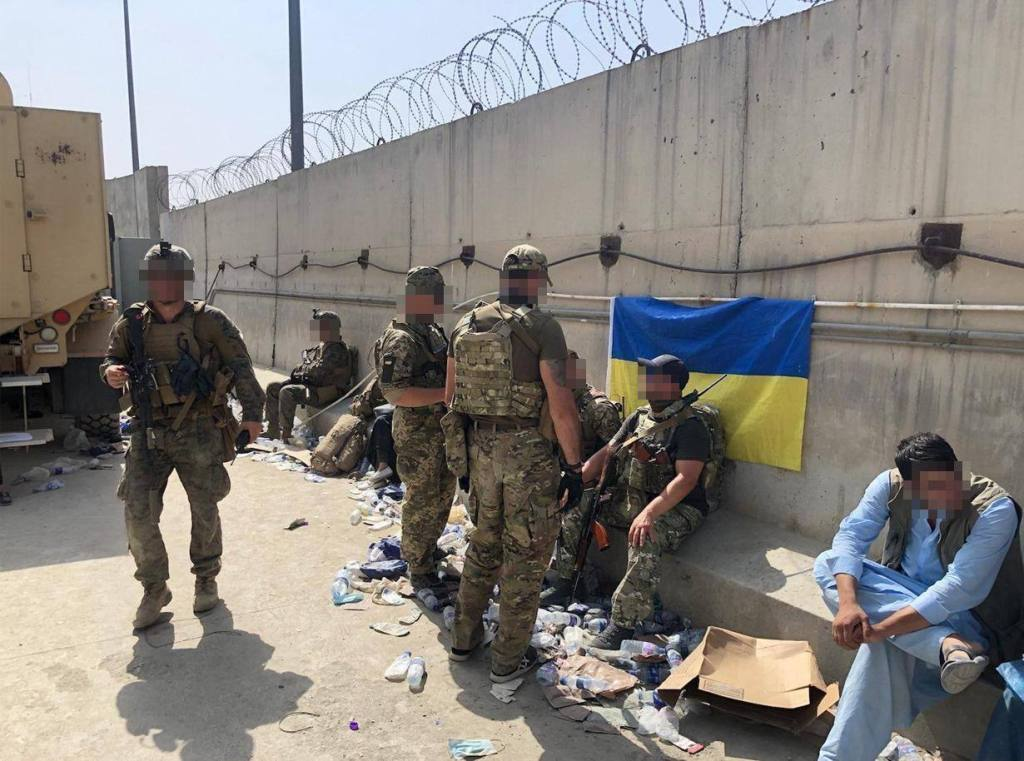
Оператори ГУР МО в аеропорту Кабулу. Серпень 2021

Україна за кілька тижнів серпня 2021 року в безпрецедентно складних умовах організувала шість евакуаційних рейсів з Афганістану, якими перевезено понад 650 людей. Два рейси здійснили екіпажі Повітряних сил ЗСУ на літаках Іл-76МД.
США, Німеччина, Саудівська Аравія, Об'єднані Арабські Емірати, Канада, Індія та Швеція евакуювали свої посольства. Росія,Пакистані Китай не мають наміру закривати свої посольства. За даними північного агентства новин Роджаван, бойовий дух джихадистських та екстремістських груп у таких регіонах, як Сирія та Ірак, включаючи Хайят Тахрір аш-Шам, різко піднявся після падіння Кабула. Кілька країн, включаючи Швецію, Німеччину та Фінляндію, оголосили про припинення допомоги Афганістану.

### Підприємства
Авіакомпанія ОАЕ Flydubai оголосила про припинення рейсів до Кабула 16 серпня. Рейс авіакомпанії Emirates Airlines до Кабула був перенаправлений, а пізніше літак повернувся у Дубай.

### Оцінка
Журналіст Нік Терс стверджував, що «без справжньої переоцінки на цей раз, США ризикують потрапити у добре зношені моделі, які одного разу можуть зробити військові розлади у Південно-Східній та Південно-Західній Азії, які будуть виглядати жахливо».Німецький політик Армін Лашет, міністр Північного Рейну-Вестфалії та кандидат від ХДС/ХСС на пост канцлера на федеральних виборах у Німеччині 2021 року, заявив, що це «найбільший розлад, який зазнав НАТО з часу його створення, і це зміни епохи, з якими ми стикаємось».
Начальник сил оборони Австралії у відставці Кріс Баррі розкритикував організацію евакуації військ, заявивши, що «ми дуже рано це зробили», і передбачив репресії з боку «Талібану».

### Порівняння з падінням Сайгону
Деякі коментатори порівняли ці події з падінням Сайгона в кінці війни у В'єтнамі у квітні 1975 року.За місяць до прибуття талібів в Кабул, американський президент Джо Байден відкинув це порівняння, заявивши, що «Талібан — це не армія Північного В'єтнаму… У вас не буде ніяких обставин, щоб побачити, як людей знімають з даху посольства Сполучених Штатів з Афганістану. Це абсолютно непорівнянно».
Репортери стверджували, що ці коментарі не витримують критики, оскільки менш ніж через місяць співробітники посольства спалили документи, а «вертольоти літали над комплексом, доставляючи дипломатів в аеропорт». Лоуренс Чемберс, який віддав наказ кинути вертольоти USS на півдорозі під час операції «Поривчастий вітер», щоб звільнити місце для більшої кількості евакуйованих літаків з Сайгона, заявив, що «те, що відбувається зараз, гірше, ніж те, що сталося у В'єтнамі», уточнивши: « У В'єтнамі ми намагалися вивезти якомога більше людей, які працювали з нами… В Афганістані ж ми кидаємо людей, які підтримували нас, поки ми були там».
У той день, коли таліби увійшли в Кабул, держсекретар США Ентоні Блінкен продовжував відкидати порівняння з Сайгоном, заявивши в інтерв'ю в програмі ABC This Week, що «це явно не Сайгон. Ми вирушили до Афганістану 20 років тому з однією метою — розібратися з людьми, які напали на нас 11 вересня, і ця місія увінчалася успіхом».
Незважаючи на падіння міста, 5000 американських військовослужбовців залишилися у місті разом з деяким персоналом посольства США. Також було підтверджено, що війська НАТО все ще були присутні в міжнародному аеропорту імені Хаміда Карзая. Того ж дня уряд США дозволив розмістити в Афганістані ще 1000 військовослужбовців, таким чином загальна кількість американських військ у Кабулі досягла 6000 осіб.
Замість Сайгона, колишній міністр оборони США Леон Панетта порівняв падіння Кабула з невдалим вторгненням на Кубу 1961 року, заявивши, що "президент Кеннеді взяв на себе відповідальність за те, що сталося. Я наполегливо рекомендую президенту Байдену взяти на себе відповідальність… визнати допущені помилки ".